# Gesneria centuriella
Gesneria centuriella là một loài bướm đêm trong họ Crambidae.

## Hình ảnh

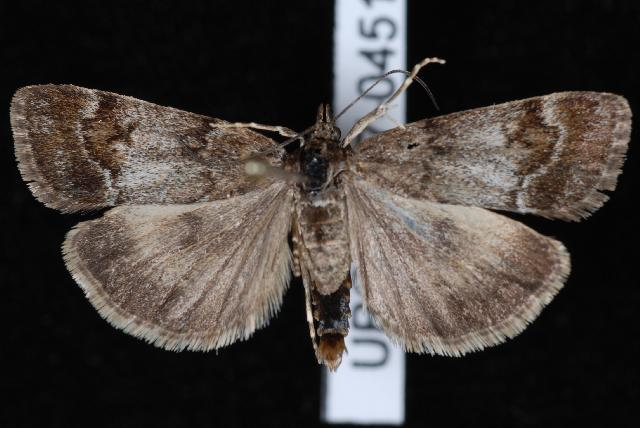
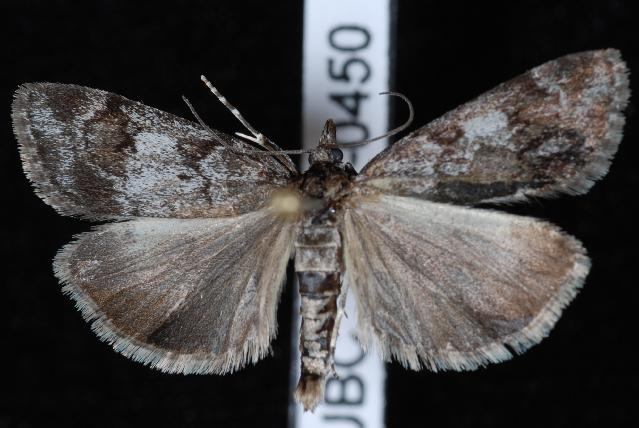
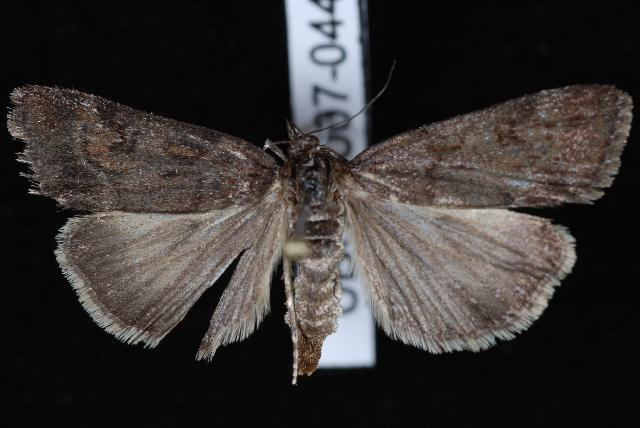